# Butterfly (álbum de Mariah Carey)
Butterfly —en español: Mariposa— es el sexto álbum de estudio de la cantante estadounidense Mariah Carey, fue lanzado el 16 de septiembre de 1997 por la compañía discográfica Columbia Records. El álbum contiene sonidos de hip hop y urban adult contemporary, así como algunas melodías más suaves y contemporáneas. A lo largo del proyecto, Carey trabajó con Walter Afanasieff, con quien había escrito y producido la mayor parte del material de sus álbumes anteriores. También trabajó con muchos productores de hip hop y raperos famosos, como Sean "Puffy" Combs, Q-Tip, Missy Elliott y los Trackmasters. Con estos últimos artistas que produjeron la mayor parte del álbum, Butterfly se desvió del sonido contemporáneo del trabajo anterior de Carey.
Con Butterfly, Carey continuó la transición que comenzó con el álbum anterior, Daydream (1995), que la empujó más hacia el mercado del R&B y el hip hop y la alejó del trasfondo pop de su trabajo anterior. Durante su matrimonio con Tommy Mottola, Carey tuvo poco control sobre los pasos creativos y artísticos que tomó en sus álbumes; sin embargo, después de su divorcio a la mitad de la concepción del álbum, pudo reflejar su madurez y evolución creativa en la escritura y grabación del álbum. Carey escribió en el folleto de su duodécimo álbum de estudio, Memoirs of an Imperfect Angel (2009), que considera a Butterfly su obra maestra y un punto de inflexión tanto en su vida como en su carrera.
Cinco sencillos fueron lanzados del álbum; dos lanzamientos comerciales mundiales y tres sencillos promocionales limitados. «Honey», el primer sencillo del disco, encabezó las listas en los Estados Unidos y Canadá y alcanzó los cinco primeros puestos en Nueva Zelanda, España y el Reino Unido. El quinto sencillo del álbum, «My All», se convirtió en un éxito entre los diez primeros en Europa y encabezó las listas en los Estados Unidos. Para promover el álbum, Carey se embarcó en la gira Butterfly World Tour, que visitó Australia, Japón y Taiwán, con un espectáculo en los Estados Unidos. Butterfly fue nominado a tres premios Grammy en la 40.ª ceremonia anual.
Tras su lanzamiento, Butterfly obtuvo reseñas generalmente positivas de los críticos musicales, muchos de los cuales acogieron la transición musical de Carey. Los críticos felicitaron al álbum por su sonido y producción maduros y elogiaron la dirección musical de Carey. Aunque se lanzó durante el conflicto muy publicitado de Carey con Sony Music, el álbum se convirtió en un éxito comercial, encabezando la lista de álbumes en muchos países, incluidos Australia, Canadá, Grecia, Japón, los Países Bajos y los Estados Unidos. Fue certificado de platino cinco veces por la Recording Industry Association of America (RIAA), recibió el Million Award en Japón y ha vendido más de diez millones de copias en todo el mundo.
Según Nielsen SoundScan, hasta marzo de 2013, Butterfly vendió 3 807 000 copias en los Estados Unidos.

## Descripción
Fue el primer álbum que Mariah Carey publicó tras su separación de Tommy Mottola, ejecutivo de Sony Music, e incluye colaboraciones con productores como The Trackmasters, Puff Daddy y Stevie J. Este fue el último álbum en el que Carey trabajó con Walter Afanasieff. En una entrevista de 2006 con MTV Overdrive Carey afirmó que el álbum se anticipaba a la época y dijo que las canciones "Babydoll", "Breakdown" y "The Roof" son algunas "de mis favoritas".
Carey había pensado en la canción que da título al álbum, "Butterfly", como una canción house. El resultado fue la canción producida por David Morales, "Fly Away (Butterfly Reprise)", basada en la canción de Elton John, "Skyline Pigeon". Sin embargo, se transformó la canción en una balada, la cual Carey escribió con Walter Afanasieff. Según la cantante, ha habido mujeres que ha sufrido abusos durante la niñez o en relaciones que le dijeron que la canción "Close My Eyes" les salvó la vida. También ha afirmado que la canción "Outside" trata el hecho de "ser multirracial y sentirse como de otro planeta". En una entrevista con la cadena MTV en 1997, se refirió a Butterfly como uno de sus álbumes más cercanos por ser el primero en el cual mostró su verdadera personalidad. Cuando se le preguntó qué álbum es su preferido, ella dijo que Butterfly estaría al principio de la lista.

## Recepción

### Crítica
Butterfly fue en general bien recibido por la crítica. Medios radiales y televisivos afirmaron que "puede resultar un álbum desconcertante para sus fans más conservadores, pero que en general el cambio experimentado en el disco es bienvenido".
Butterfly fue seleccionado como uno de Los 1001 discos que hay que escuchar antes de morir.

### Comercial
Butterfly debutó en el número uno en la lista estadounidense Billboard 200 con 236.000 copias vendidas en su primera semana. En la segunda semana descendió al número tres con 171.000 copias vendidas. Permaneció en entre los veinte primeros puestos durante 21 semanas y entre la lista durante 55 semanas (volviendo a entrar en una ocasión). El álbum vendió más durante las semanas decimocuarta y decimoquinta en la lista que en la semana de su estreno, llegando a vender 283.000 copias en la decimoquinta semana (cuando se encontraba en la octava posición). Ha obtenido cinco discos de platino de la asociación RIAA. Ha vendido un estimado de más de 10 millones de ejemplares en el mundo.
Butterfly fue otro gran éxito para Carey, aunque no a la altura de sus anteriores trabajos como Mariah Carey, Music Box y Daydream.

### Sencillos
"Honey" fue el primer sencillo extraído del álbum. No solamente se convirtió en su decimosegundo sencillo número 1 en los Estados Unidos, sino también el tercero en debutar en el primer lugar de la lista. Llegó al top 10 en Reino Unido, Australia, Canadá, España, Italia y Suecia, mientras que en el resto del mundo tuvo un éxito moderado. 
Los siguientes tres sencillos: "Butterfly", "The Roof (Back In Time)" y "Breakdown" (que logra el top 5 en Nueva Zelanda) recibieron una comercialización limitada en algunos países. 
El quinto y último sencillo del álbum "My All" fue su decimotercer sencillo número uno en Estados Unidos, ocupando el primer lugar por una semana. El sencillo llega al top 10 de Reino Unido, España y Francia; en el resto del mundo tuvo un éxito moderado. El sencillo no solamente fue uno de los más radiados de 1998, sino también una de las canciones más populares de Carey de todos los tiempos.

## Premios y nominaciones
"Honey" fue nominado en los premios Grammy de 1998 a la Mejor Interpretación Vocal R&B Femenina y a la Mejor Canción R&B, mientras que la canción "Butterfly" fue nominada a la Mejor Interpretación Vocal Pop Femenina, sin llegar a ganar ninguno de ellos. El álbum ganó el premio Álbum Pop Internacional del Año en los premios Gold Disc de Japón y en los premios IFPI. Por Butterfly, Mariah Carey ganó el premio Artista Femenina Soul/R&B Favorita en los American Music Awards de 1998. El álbum también hizo que Carey ganase los premios BMI al Mejor Compositor del Año y Mejor Compositor por "Honey", "Butterfly" y "My All". Además, Carey ganó el premio Blockbuster Entertainment Award a la Mejor Artista Femenina.
En Asia, es el único álbum de Mariah Carey que ha publicado seis singles, cuatro de los cuales llegaron al número uno, mientras que los otros dos entraron entre las 20 primeras posiciones. Es el álbum de mayor éxito en cuanto a la publicación de singles, ya que las canciones se mantuvieron en las listas desde finales de 1997 hasta mediados de 1998.

## Lista de canciones
| Butterfly |                                        | |                              |          |  |
| N.º       | Título                                 | Escritor(es) | Productor(es)                | Duración |  |
| 1.        | «Honey»                                | Mariah Carey · Sean Combs · Kamaal Fareed · Steven Jordan · Stephen Hague · Bobby Robinson · Ronald Larkins · Larry Price · Malcolm McLaren | Carey · The Ummah · Stevie J | 5:02     |  |
| 2.        | «Butterfly»                            | Carey · Walter Afanasieff | Carey · Afanasieff           | 4:36     |  |
| 3.        | «My All»                               | Carey · Afanasieff | Carey · Afanasieff           | 3:53     |  |
| 4.        | «The Roof»                             | Carey · Jean-Claude Oliver · Samuel Barnes · Cory Rooney · Albert Johnson · Kejuan Muchita                                                  | Carey · Poke and Tone        | 5:15     |  |
| 5.        | «Fourth of July»                       | Carey · Afanasieff | Carey · Afanasieff           | 4:23     |  |
| 6.        | «Breakdown» (con Bone Thugs-n-Harmony) | Carey · Anthony Henderson · Charles Scruggs · Stevie J                                                                                      | Carey · Stevie J · Combs     | 4:45     |  |
| 7.        | «Babydoll»                             | Carey · Missy Elliott · Stevie J · Rooney                                                                                                   | Carey · Rooney               | 5:07     |  |
| 8.        | «Close My Eyes»                        | Carey · Afanasieff | Carey · Afanasieff           | 4:22     |  |
| 9.        | «Whenever You Call»                    | Carey · Afanasieff | Carey · Afanasieff           | 4:22     |  |
| 10.       | «Fly Away» (Butterfly Reprise)         | Carey · David Morales · Elton John · Bernie Taupin                                                                                          | Carey · Morales              | 3:49     |  |
| 11.       | «The Beautiful Ones» (con Dru Hill)    | Prince | Carey · Rooney               | 7:00     |  |
| 12.       | «Outside»                              | Carey · Afanasieff | Carey · Afanasieff · Rooney  | 4:46     |  |

| Edición japonesa (pistas adicionales) |                                                  | |                                  |          |  |
| N.º                                   | Título                                           | Escritor(es) | Productor(es)                    | Duración |  |
| 13.                                   | «Honey» (So So Def Radio Mix) (con Da Brat y JD) | Carey · Robinson · Hague · Larkins · Price · McLaren · Freddie Perren · Alphonzo Mizell · Berry Gordy · Dennis Lussier | Jermaine Dupri · Manuel Seal     | 3:59     |  |
| 14.                                   | «Honey» (Def Club Mix)                           | Carey · Robinson | Carey · Morales · Albert Cabrera | 6:17     |  |

| Edición latinoamericana (pista adicional) |           |                                   |                    |          |  |
| N.º                                       | Título    | Escritor(es)                      | Productor(es)      | Duración |  |
| 15.                                       | «Mi todo» | Carey · Manny Benito · Afanasieff | Carey · Afanasieff | 3:53     |  |

Notas
- "Honey" contiene un sample de "The Body Rock" (1980) de The Treacherous Three y "Hey DJ" (1984) de The World's Famous Supreme Team.
- "The Roof" contiene un sample de "Shook Ones (Part II)" (1994) de Mobb Deep y "Rock Box" (1984) de Run-D.M.C..
- "Breakdown" contiene una interpolación de "Tha Crossroads" (1996) de Bone Thugs-n-Harmony.
- "Fly Away (Butterfly Reprise)" contiene una interpolación de "Someone Saved My Life Tonight" (1975) de Elton John.
- "The Beautiful Ones" es una versión de la canción del mismo nombre de Prince.
- "Honey" (So So Def Radio Mix) contiene un sample de "It's Great to Be Here" (1971) de The Jackson 5 y una interpolación de "Hey DJ" (1984) de The World's Famous Supreme Team.

## Listas, ventas y certificaciones
| País           | Lista          | Posición más alta | Certificación | Ventas                 |
| -------------- | -------------- | ----------------- | ------------- | ---------------------- |
| Estados Unidos | Billboard 200  | 1 (3 semanas)     | 5x Platino    | 5.000.000 (3,719,000)1 |
| Japón          | RIAJ           | 1 (1 semana)      | Millón        | 1.000.000              |
| Europa         | IFPI           | 1                 | Platino       | 1.000.000              |
| Brasil         |                | 1                 | -             | -                      |
| Corea del Sur  | RIAK           | 1                 | -             | -                      |
| Francia        | SNEP           | 6                 | 2x Oro        | 350.000                |
| Canadá         | CRIA           | 1 (1 semana)      | 2x Platino    | 200.000                |
| Australia      | ARIA           | 1                 | 2x Platino    | 140.000                |
| Italia         | FIMI           | 2                 | -             | -                      |
| España         | EIM            | 5                 | Platino       | 150.000                |
| Reino Unido    | BPI            | 2                 | Oro           | 200.000                |
| Hong Kong      | IFPI Hong Kong | 1                 | Platino       | 20.000                 |
| México         | AMPROFON       | 4                 | Oro           | 100.000                |
| Singapur       | RIAS           | 1                 | -             | -                      |
| Holanda        | NVPI           | 1 (2 semana)      | Oro           | 40.000                 |
| Bélgica        | IFPI Bélgica   | 2                 | Oro           | 20.000                 |
| Suiza          | Hit Parade     | 3                 | Oro           | 20.000                 |
| Nueva Zelanda  | RIANZ          | 4                 | Platino       | 15.000                 |

| País      | Posición más alta |
| --------- | ----------------- |
| Suecia    | 4                 |
| Austria   | 5                 |
| Noruega   | 5                 |
| Alemania  | 7                 |
| Hungría   | 25                |
| Finlandia | 12                |